# Juncus setchuensis
Juncus setchuensis är en tågväxtart som beskrevs av Franz Georg Philipp Buchenau. Juncus setchuensis ingår i släktet tåg, och familjen tågväxter. Inga underarter finns listade i Catalogue of Life.